# Kévin Monnet-Paquet
Kévin Monnet-Paquet (Bourgoin-Jallieu, 19 augustus 1988) is een Franse voetballer die bij voorkeur als aanvaller speelt. Hij verruilde in juli 2014 FC Lorient voor AS Saint-Étienne. Monnet-Paquet speelde zeven wedstrijden voor Frankrijk –21.